# Showtime (album Jamesa Browna)
Showtime studijski je album od američkog skladatelja, producenta i pjevača Jamesa Browna, objavljen 1964.g. od diskografske kuće "Smash Records".

## Popis pjesama
1. "Caldonia"
2. "Don't Cry Baby"
3. "Sweet Lorraine"
4. "Out Of The Blue"
5. "Somebody Changed The Lock On My Door"
6. "Evil"
7. "Blues For My Baby"
8. "For You My Love"
9. "Ain't Nobody Here But Us Chickens"
10. "The Things I Used To Do"
11. "You're Nobody Till Somebody Loves You"